# ۴۲ ذات‌الکرسی
۴۲ ذات‌الکرسی یک ستاره است که در صورت فلکی ذات‌الکرسی قرار دارد.